# Schloss Herda
Das Schloss Herda war ein Renaissanceschloss und Herrenhaus eines zugehörigen Gutshofes in der Gemeinde Herda, jetzt ein Stadtteil von Werra-Suhl-Tal im Wartburgkreis in Thüringen. Es wurde zur DDR-Zeit 1950 abgerissen. Zum Schloss gehörte seit dem 16. Jahrhundert das Vorwerk Kratzeroda.

## Lage und Geschichte
Das Schloss befand sich am nördlichen Rand der Ortslage, nahe der Kirche an der Straße zum Nachbarort Gerstungen.
Das Schloss in Herda gilt als Stammsitz der Herren von Herda, die als Burgmannen und Dienstadel auf vielen landgräflichen Burgen und als Vögte der Klöster Hersfeld und Fulda in Erscheinung traten. Das Herdaer Schloss lag im Amt Hausbreitenbach, dessen Verwaltungssitz, die Burg Breitenbach, etwa drei Kilometer entfernt in der Flussaue der Suhl als Wasserburg bestand. Auch der Herdaer Ortsadel kann als Burgmannen dieser Burg belegt werden, so in Urkunden aus dem Zeitraum von 1350 bis 1354.
Nach Plünderungen und Zerstörungen im Bauernkrieg und im Dreißigjährigen Krieg wurde das Schloss im Jahr 1678 im Renaissancestil erneuert. Das Herdaer Schloss und Gut war 1686 im Besitz von Caspar Wilhelm von Herda (vom schwarzen kurzem Stamm), das weit verzweigte Geschlecht besaß zu diesem Zeitpunkt drei Linien. Für die von Herda war der Besitz der Burgruine Brandenburg im Nachbarort Lauchröden von großer Bedeutung. Obwohl dieses Gebäude unbewohnbar in Trümmern lag, galten die damit verbundenen Titel und Rechte als wertvoll.
Nach dem Zweiten Weltkrieg wurde die Familie von Herda von ihrem entschädigungslos enteigneten Gut vertrieben, das Schloss wurde von Parteifunktionären als ein verachtenswertes Symbol des Feudalismus bezeichnet und dessen Abriss 1950 angeordnet.